# Géographie d'Anguilla
La géographie d'Anguilla, territoire britannique d'outre-mer situé dans les Petites Antilles, est principalement marquée par celle d'Anguilla, la plus grande île de l'archipel.

## Géographie physique

### Localisation
Le territoire se trouve en mer des Caraïbes à 240 kilomètres à l'est de Porto Rico, à 113 kilomètres au nord-ouest de Saint-Christophe-et-Niévès et à 8 kilomètres au nord de l'île de Saint-Martin dont elle est séparée par le canal d'Anguilla.

### Topographie

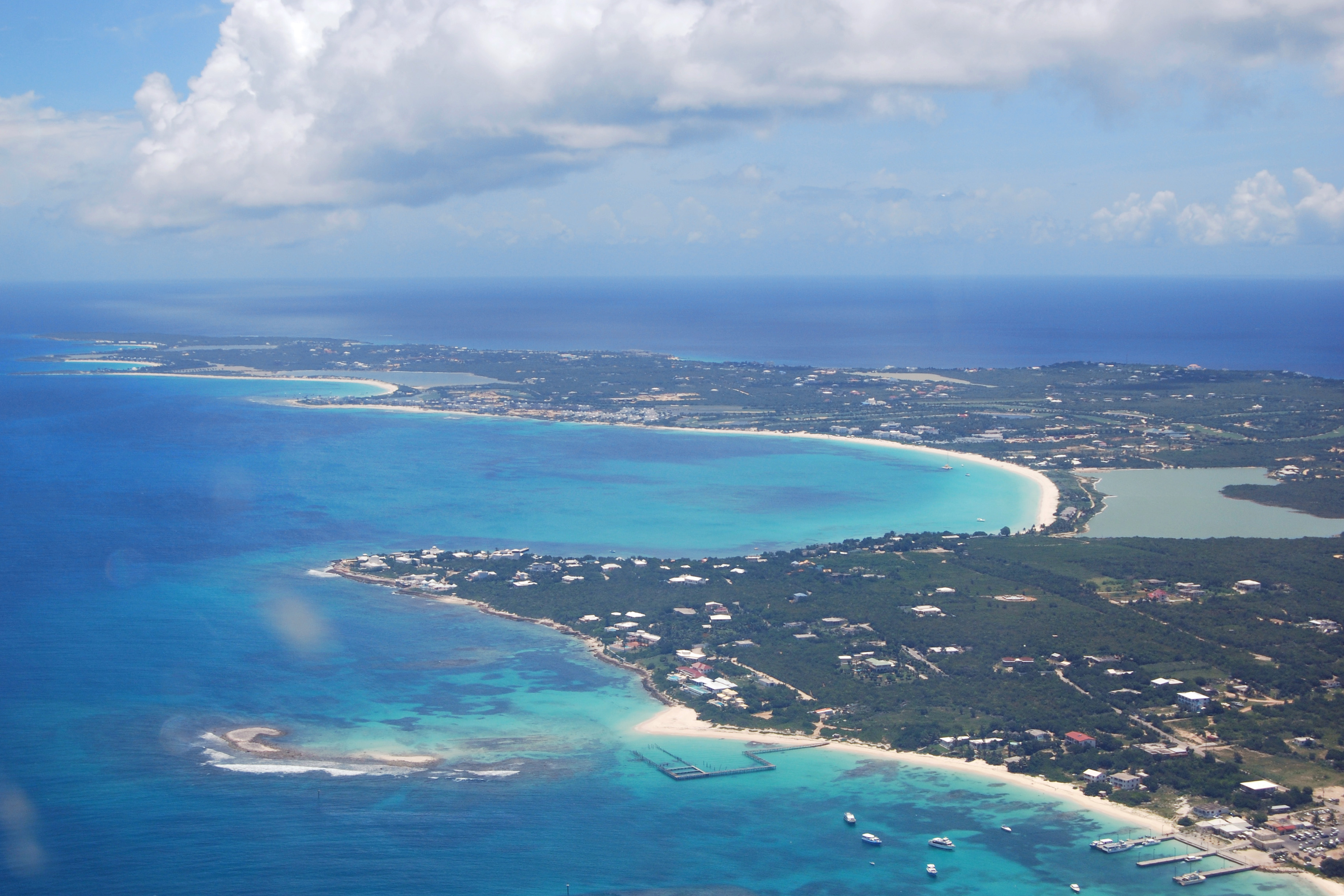
Vue aérienne de la moitié occidentale de l'île d'Anguilla.

Le territoire a une superficie totale de 102 km2 dont 96 km2 pour l'île d'Anguilla. Cette dernière, la seule à être habitée, comporte le point culminant, Crocus Hill, avec 65 mètres d'altitude ainsi que 33 plages.
Les îles d'Anguilla sont :
| - Anguilla - Anguillita - Blowing Rock - Cove Cay - Crocus Cay - Deadman's Cay - Dog Island - East Cay | - Little Island - Little Scrub - Mid Cay - North Cay - Prickly Pear Cay East - Prickly Pear Cay West - Rabbit Island - Sandy Island | - Scilly Cay - Île Scrub - Seal Island - Sombrero - South Cay - South Wager Island - West Cay |

### Hydrologie
Le réseau hydrographique est pratiquement inexistant, seuls quelques petits lacs salés et lagunes se trouvent sur l'île d'Anguilla.

### Géologie
Les îles d'Anguilla sont situées sur l'arc insulaire externe antillais actuellement non activement volcanique. Cet arc est une conséquence de la subduction de la plaque sud-américaine sous la plaque caraïbe.

### Climat
Le climat est de type tropical humide, tempéré par les alizés. Les mois les plus chauds vont de juillet à octobre alors qu'une période de relative fraicheur court de décembre à février. La moyenne annuelle des températures se situe autour de 27 °C. La saison des pluies va du mois d'octobre au mois de décembre.
Anguilla, comme la plupart des îles des Antilles, est également sujette aux ouragans. Ainsi, le territoire a subi les assauts des ouragans Luis et Marilyn en 1995 et de Lenny en 1999.

## Géographie humaine
Seule l'île d'Anguilla est habitée, la plus grande localité et capitale du territoire d'outre-mer étant The Valley.

## Sources
- (en) CIA World factbook
- mp3travel - Anguilla
- (en) Anguilla sur le site du Commonwealth